# Club de las bahías más bellas del mundo

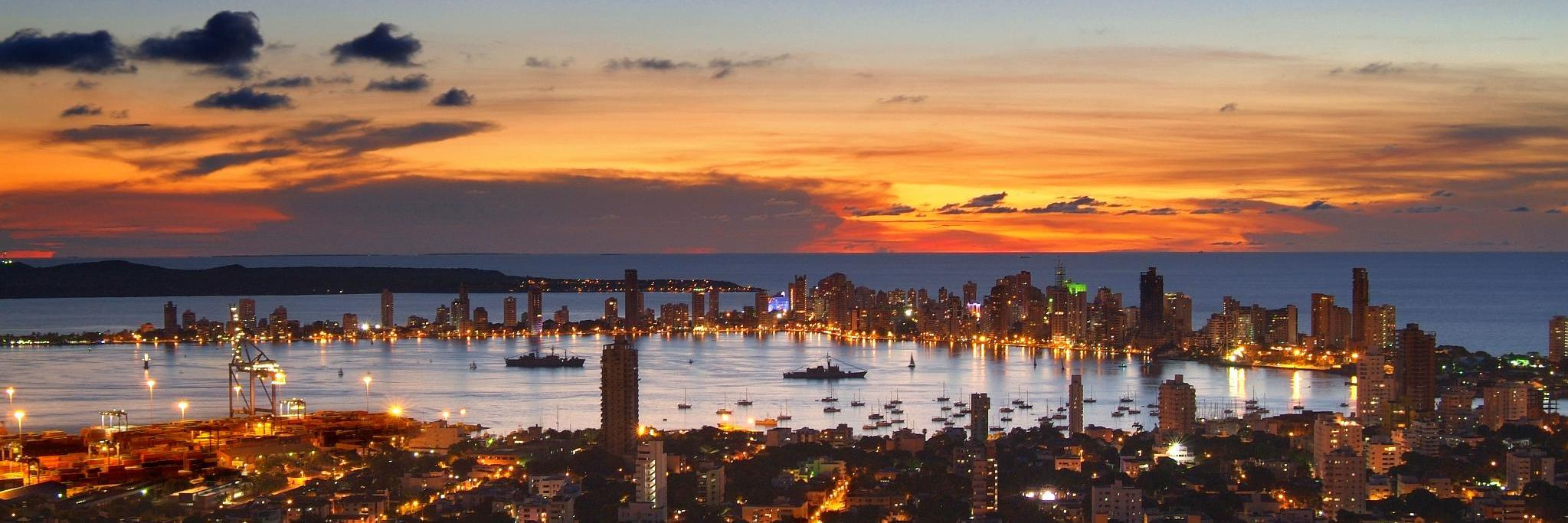
Bahía de Cartagena de Indias.

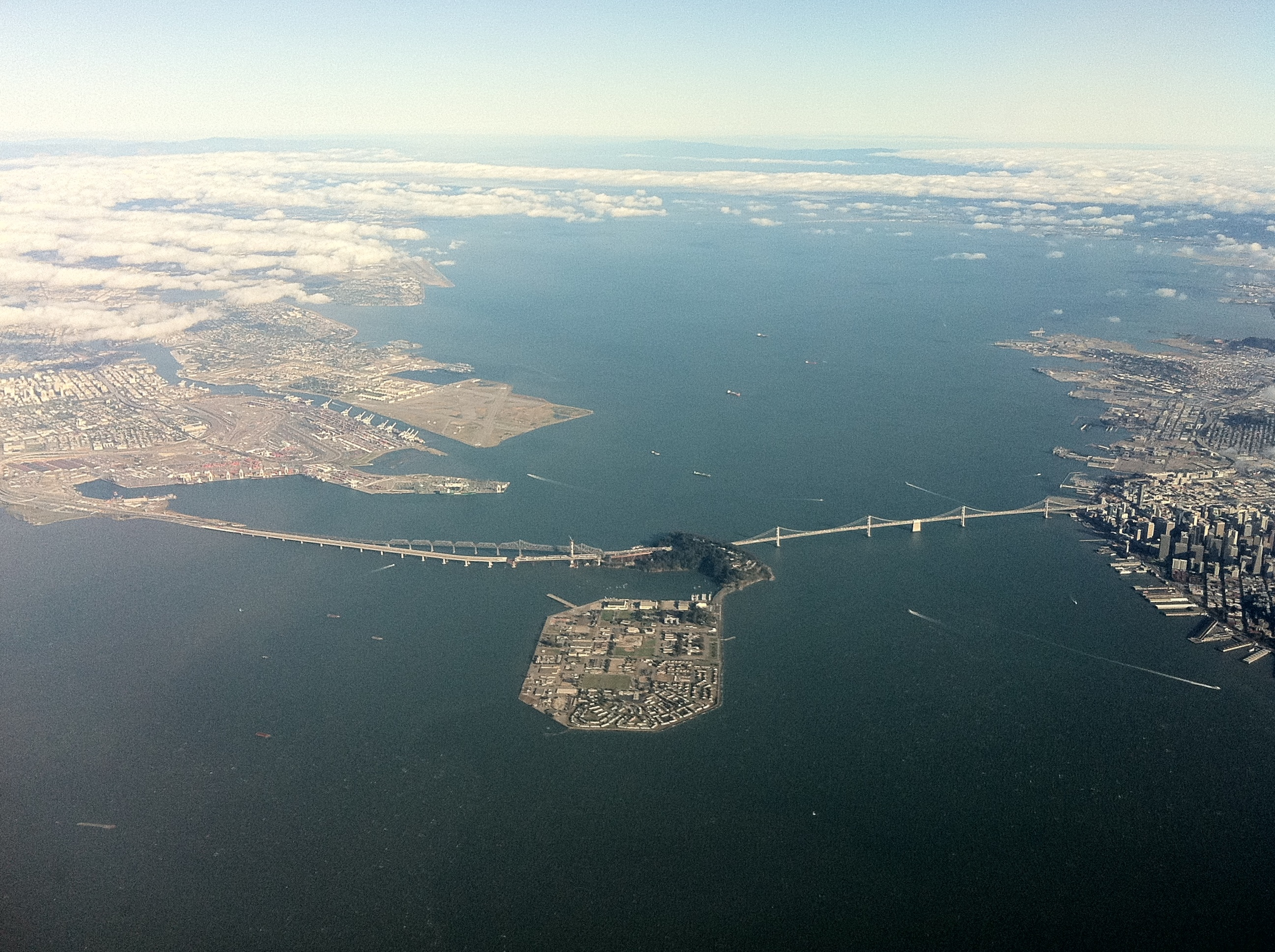
Vista aérea de la Bahía de San Francisco.

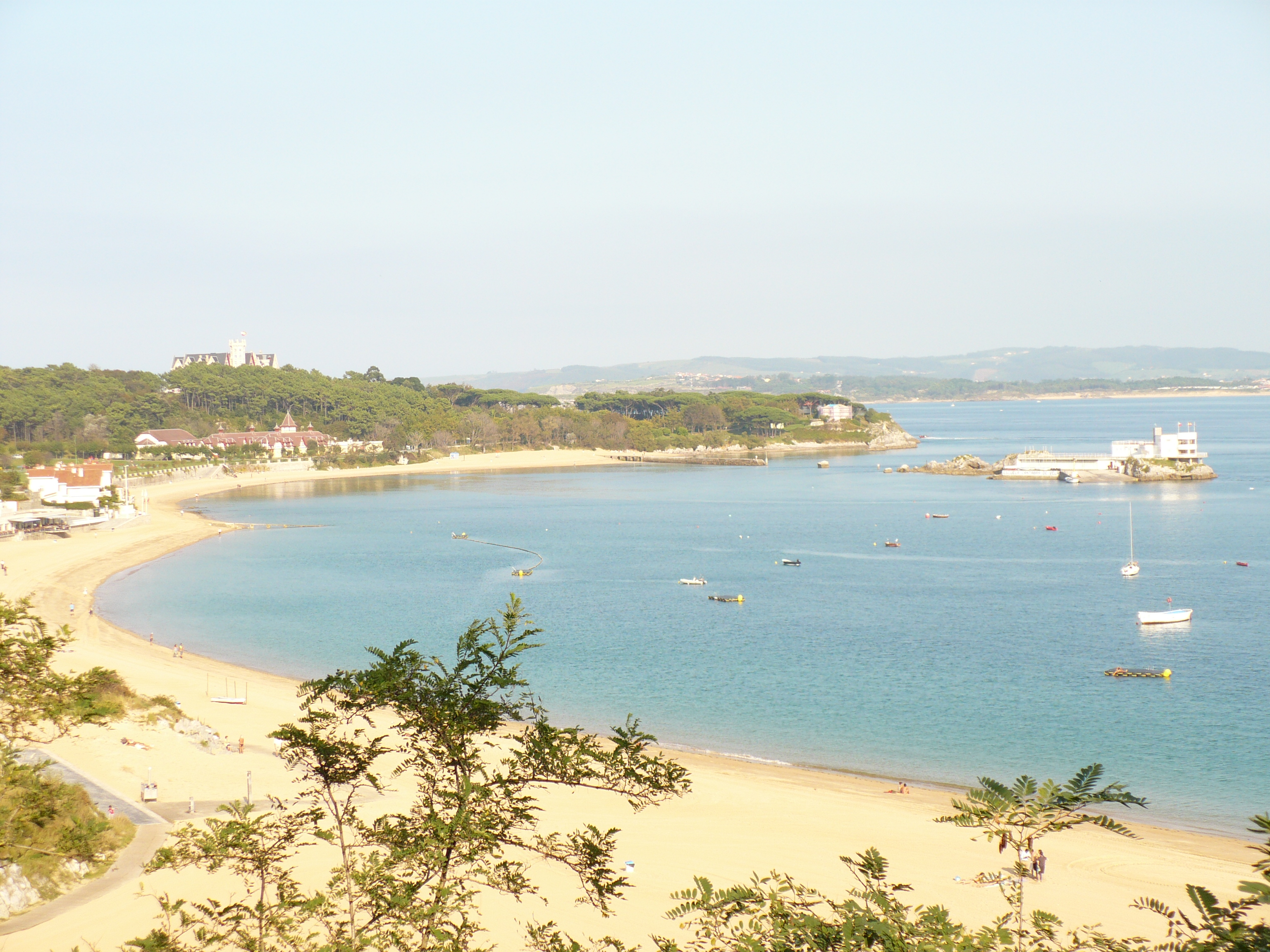
Bahía de Santander (España).

El Club de las bahías más bellas del mundo (del francés: Club des plus belles baies du monde) es una asociación internacional, y una marca comercial, creada en Berlín el 10 de marzo de 1997, que agrupa a los entidades que representan a una comunidad que tiene una fachada marítima en una bahía excepcional del litoral mundial. Pertenecen al club 29 bahías de un total de 23 países.
La asociación está presidida por Jérôme Bignon, diputado francés y Presidente de la Conservación del litoral (Conservatoire du littoral).
Las bahías asociadas deben cumplir ciertos criterios, tales como:
- Ser objeto de medidas de protección.
- Tener una fauna y una flora de interés.
- Tener espacios naturales notables y atractivos.
- Ser conocida y apreciada a nivel local y nacional.
- Ser emblemática para la población local.
- Tener un cierto potencial económico.

## Lista de las bahías asociadas

### América
| País                 | Bahía                               | Región                  | Nota                                    |
| Argentina            | Península Valdés                    | Patagonia               | Patrimonio de la Humanidad de la UNESCO |
| Brasil               | Praia do Rosa                       | Santa Catarina          |                                         |
| Canadá               | Bahía Chaleur                       | Nuevo Brunswick, Quebec |                                         |
| Canadá               | Bahía de Tadoussac                  | Quebec                  |                                         |
| Colombia             | Bahía de Cartagena de Indias        | Departamento de Bolívar |                                         |
| Estados Unidos       | Bahía de San Francisco              | California              |                                         |
| Francia              | Bahía de las îles des Saintes       | Antillas francesas      |                                         |
| Francia              | Bahía de Fort-de-France             | Martinica               |                                         |
| México               | Bahía de Banderas - Puerto Vallarta | Jalisco                 |                                         |
| República Dominicana | Bahías de Samaná y Rincón           | Provincia de Samaná     |                                         |

### Europa
| País       | Bahía                                       | Región                                | Nota                                                                  |
| España     | Bahía de Santander                          | Cantabria                             |                                                                       |
| España     | Golfo de Rosas                              | Cataluña                              |                                                                       |
| Francia    | Bahía del Pouliguen (o «Bahía de La Baule») | Pays de la Loire, Loire-Atlantique    |                                                                       |
| Francia    | Bahía del Somme                             | Picardia                              |                                                                       |
| Francia    | Bahía del Monte Saint-Michel                | Baja Normandia                        | Patrimonio de la Humanidad de la UNESCO                               |
| Francia    | Golfo de Morbihan - Bahía de Quiberon       | Bretaña                               | Vannes, sede del club, está en esta bahía                             |
| Francia    | Golfo de Porto y Girolata                   | Córcega                               | Golfo de Porto inscrito en el Patrimonio de la Humanidad de la UNESCO |
| Grecia     | Bahía de Grikos                             | Isla de Patmos                        | Desde el 23 de enero de 2011                                          |
| Irlanda    | Bahía de Bantry                             | Munster                               |                                                                       |
| Montenegro | Bocas de Kotor                              | Kotor                                 |                                                                       |
| Portugal   | Bahía de Setúbal                            | Distrito de Setúbal, Región de Lisboa |                                                                       |

### Asia
| País          | Bahía                  | Región                         | Nota                                    |
| Camboya       | Bahía de Camboya       |                                | Desde el 23 de enero de 2011            |
| China         | Bahía de Qingdao       | Shandong                       |                                         |
| Corea del Sur | Bahía de Yeosu         | Jeolla del Sur                 |                                         |
| India         | Backwaters del Kerala  | Kerala                         |                                         |
| Filipinas     | Bahía de Puerto Galera | MIMAROPA                       |                                         |
| Turquía       | Bahía de Bodrum        | Región del Egeo                |                                         |
| Vietnam       | Bahía de Hạ Long       | Đông Bắc                       | Patrimonio de la Humanidad de la UNESCO |
| Vietnam       | Bahía de Nha Trang     | Nam Trung Bộ                   |                                         |
| Vietnam       | Bahía de Lang Co-Hué   | Región Costa Central del Norte |                                         |

### África
| País       | Bahía                        | Región                        | Nota |
| Sudáfrica  | Bahía de la Mesa y False Bay | Provincia Occidental del Cabo |      |
| Cabo Verde | Bahía de Mindelo             |                               |      |
| Madagascar | Bahía de Diego-Suárez        | Diana                         |      |
| Marruecos  | Bahía de Agadir              | Souss-Massa-Drâa              |      |
| Mozambique | Bahía de Pemba               |                               |      |
| Senegal    | Bahía de Siné Saloum         | Fatick, Kaolack               |      |

## Antiguos miembros
Bahías que participaron en la asamblea constituyente, pero que ya no figuran en la lista de los miembros del club:
- Bahía de Georgia (Vancouver, Canadá)
- Bahía de Antalya (Kemer, Turquía)
- Bahía de Saldanha (Sudáfrica)
- Laguna de Venecia (Venecia, Italia)
- Bahía de Taytay (Palawan, Filipinas)
- Bahía de Inverness (Escocia)
- Bahía de Oro (Isla de Los Pinos, Nueva Caledonia)
- Bahía de Paria (Irapa, Venezuela)
- Bahía de Finlandia (San Petersburgo, Rusia)
- Bahía de Corcovado (Puerto Montt, Chile)
- Cape Cod (Hyannis, Estados Unidos)
- Caldera de Santorini (Grecia)